# S.O.A.P.
För det japanska rockbandet, se Sons Of All Pussys.
S.O.A.P. var en dansk popduo som bestod av systrarna Heidi Sørensen och Saseline Sørensen. Deras musik var primärt skriven och producerad av Holger Lagerfeldt och Remee Zhivago för Sony Music Entertainment i Danmark.
Duon gick in på US top 20 med låten "This is How We Party", vilket var den första singeln från deras debutalbum. Singeln "Ladidi Ladida" spelades mycket i etern. Deras andra album Miracle släppt i Europa och Australien gav hiten "Soap Is in the Air"  2000.  De valdes av den australiska duon Savage Garden till att vara förband vid deras turné i Europa år 2000. S.O.A.P. turnerade även med Backstreet Boys I USA. 
S.O.A.P. är numera upplöst.

## Medlemmar
- Heidi Sørensen (född 18 oktober, 1979 i Kampar, Malaysia)
- Saseline "Line" Sørensen (född 27 juli, 1982)

## Diskografi
- Not Like Other Girls (1998) #40 SE
- Miracle (2000)

## Andra sånger
- Let Love Be Love

## Singlar
- This Is How We Party #1 DK, #1 SE, #7 AU, #51 US, (US Top 20), #36 UK, #13 NL
- Ladidi Ladida #15 AU, 58 SE
- Not Like Other Girls
- Stand by You
- Holiday
- Let Love Be Love
- Like A Stone (In The Water)
- MR.DJ
- S.O.A.P. Is In The Air #25 SE